# Haldaur
Haldaur ist eine Stadt im indischen Bundesstaat Uttar Pradesh.
Die Stadt ist Teil des Distrikts Bijnor. Haldaur liegt ca. 418 km nordwestlich von Lucknow und nahe der Grenze zu Uttarakhand. Haldaur hat den Status eines Nagar Palika Parishad. Die Stadt ist in 25 Wards gegliedert. Haldaur hatte am Stichtag der Volkszählung 2011 19.567 Einwohner, von denen 10.245 Männer und 9.322 Frauen waren.